# Harold and the Purple Crayon
Harold and the Purple Crayon е американска игрална анимация от 2024 г. на режисьора Карлос Салдана по сценарий на Дейвид Гуиън и Майкъл Хендълман и е базиран на едноименната книга, написана от Крокет Джонсън през 1955 г. Във филма участват Закари Леви, Лил Рел Хауъри, Джемейн Клемент, Таня Рейнолдс, Алфред Молина и Зоуи Дешанел.
Продуцирана от „Кълъмбия Пикчърс“ съвместно с продуцента Джон Дейвис чрез „Дейвис Ентъртейнмънт“, премиерата на филма се състои в Лос Анджелис на 21 юни 2024 г. и излиза по кината в Съединените щати на 2 август 2024 г., разпространена от „Сони Пикчърс Релийзинг“.

## Актьорски състав
- Закари Леви – Харолд, човек, който има вълшебен лилав молив в детските си години.[3][4]
- Лил Рел Хауъри – Мус, лос, който е един от приятелите на Харолд и става човек в истинския свят.[5]
- Бенджамин Ботани – Мел, син на Тери, който се сприятелява с Харолд
- Зоуи Дешанел – Тери, самотна майка, която е скептична с въображението на Харолд[6]
- Джемейн Клемент – Гари Насвич, мъж, който държи парче от молива на Харолд за използването на злото.[7]
- Таня Рейнълдс – Таралеж, таралеж, която е една от приятелите на Харолд и става човек в истинския свят.[8]
- Алфред Молина – Разказвач
- Рави Пател – Прасад[9]
- Камил Гуати – младши детектив Шива[10]
- Пийт Гарднър – детектив Лав[11]
- Сет Робинс – Оскар